# Dnestrovsc
Dnestrovsc (in russo Днестрóвск?, Dnestrovsk)  è una città della Moldavia controllato dalla autoproclamata repubblica di Transnistria nel distretto di Slobozia con una popolazione  di 11.200 abitanti (dato 2004).
Dista 40 km da Tiraspol lungo il fiume Cuciurgan, affluente del Nistro.

## Storia
La città è stata fondata nel 1961, quando è stata costruita una centrale elettrica che, al momento della costruzione, doveva fornire energia a tutta la SSR Moldavia e alla parte meridionale della RSS Ucraina. Il camino della centrale, alto 308 metri, e il più alto d'Europa.
Con il crollo dell'Unione Sovietica e l'ingresso nella Transnistria è iniziato il declino economico della città.